# Linia kolejowa nr 34
Linia kolejowa nr 34 Ostrołęka – Małkinia – niezelektryfikowana, jednotorowa linia kolejowa o długości 55,333 km.
Linia kolejowa nr 34 została oddana do eksploatacji w dwóch etapach – pierwszy w 1887, drugi w 1893 r.
W 1993 r. zawieszono na niej kursowanie pociągów pasażerskich. Od 2004 r., po przekazaniu odcinka Małkinia – Sokołów Podlaski na rzecz samorządu województwa mazowieckiego, tory na tym odcinku były systematycznie rozbierane. Miało to związek z planami budowy w ich miejscu drogi wojewódzkiej nr 627.
W 2009 r. przejezdny był tylko odcinek Małkinia – Ostrołęka, na którym prowadzony jest ruch towarowy.
W związku z zamknięciem na czas remontu jednotorowej linii kolejowej nr 29 Ostrołęka – Tłuszcz cały ruch pociągów towarowych z węglem do elektrowni w Ostrołęce będzie prowadzony po linii nr 34. Aby po blisko 15-letniej przerwie mógł zostać wznowiony ruch pociągów towarowych, linia została wyremontowana.
| Tor 1         | Tor 1         | Tor 1               | Tor 1     | Tor 1            |
| ------------- | ------------- | ------------------- | --------- | ---------------- |
| odcinek linii | odcinek linii | pociągi pasażerskie | szynobusy | pociągi towarowe |
| km pocz.      | km końcowy    | pociągi pasażerskie | szynobusy | pociągi towarowe |
| -0,811        | 52,100        | 60                  | 60        | 60               |
| 52,100        | 54,302        | 40                  | 40        | 40               |